# Dům Sokolská čp. 534
Dům v Sokolské ulici čp. 534 v Olomouci je historická stavba známá především soškou svatého Floriána, umístěnou ve výklenku nad štukovým klenákem malého vchodového portálu. Soška, která zde byla zřejmě umístěna počátkem 19. století tehdejším majitelem Floriánem Habigerem, mohla mít ochranný význam, neboť svatý Florián byl uznávaným patronem hasičů.
Původně se jednalo o cechovní dům bednářů. V roce 1597 koupil dům od přísežných cechu bednářů tkadlec Jiří Fischer. Některými dalšími doloženými majiteli jsou: od roku 1709 mydlář Zachariáš Kraus, po něm od roku 1717 další mydlář Antonín Lengsfeld, od roku 1743 pekař Karel Rostock a v letech 1748 až 1749 mydláři otec a syn Langsfeldové.